# Doktorhal
A doktorhal (Zebrasoma velifer) a sugarasúszójú halak (Actinopterygii) osztályának sügéralakúak (Perciformes) rendjébe, ezen belül a doktorhalfélék (Acanthuridae) családjába tartozó faj.

## Előfordulása
A doktorhal előfordulási területe az Indiai-óceán nyugati része, Mozambik partjai mentén, valamint a Csendes-óceán nyugati fele, Indonéziától kezdve, északra Japánig és Hawaiig, keletre a Húsvét-szigetig és délre a Nagy-korallzátonyig terjed. Az Indiai-óceán többi részén ezt a halat a rokon, Zebrasoma desjardinii helyettesíti.

## Megjelenése
Ez a hal legfeljebb 40 centiméter hosszú. A fiatal példány testén függőleges és váltakozó sárga és fekete sávok vannak. A hátúszó igen magas. A többi Zebrasoma-fajtól eltérően a doktorhalnak kevesebb, de nagyobb méretű fogai vannak.

## Életmódja
Trópusi, tengeri hal, amely a korallzátonyokon él 1-30 méteres mélységekben. A 24-28 Celsius-fokos vízhőmérsékletet kedveli. A lagúnák és tengerparti korallzátonyok lakója. Az ivadék magányosan él és az élőhelyén található repedésekbe bújik el. A nagyobb, elágazó alga-fajokkal táplálkozik.

## Felhasználása
Ezt a halfajt kisebb mértékben halásszák. A városi és magántulajdonban levő akváriumokban szívesen tartott hal.

## Képek

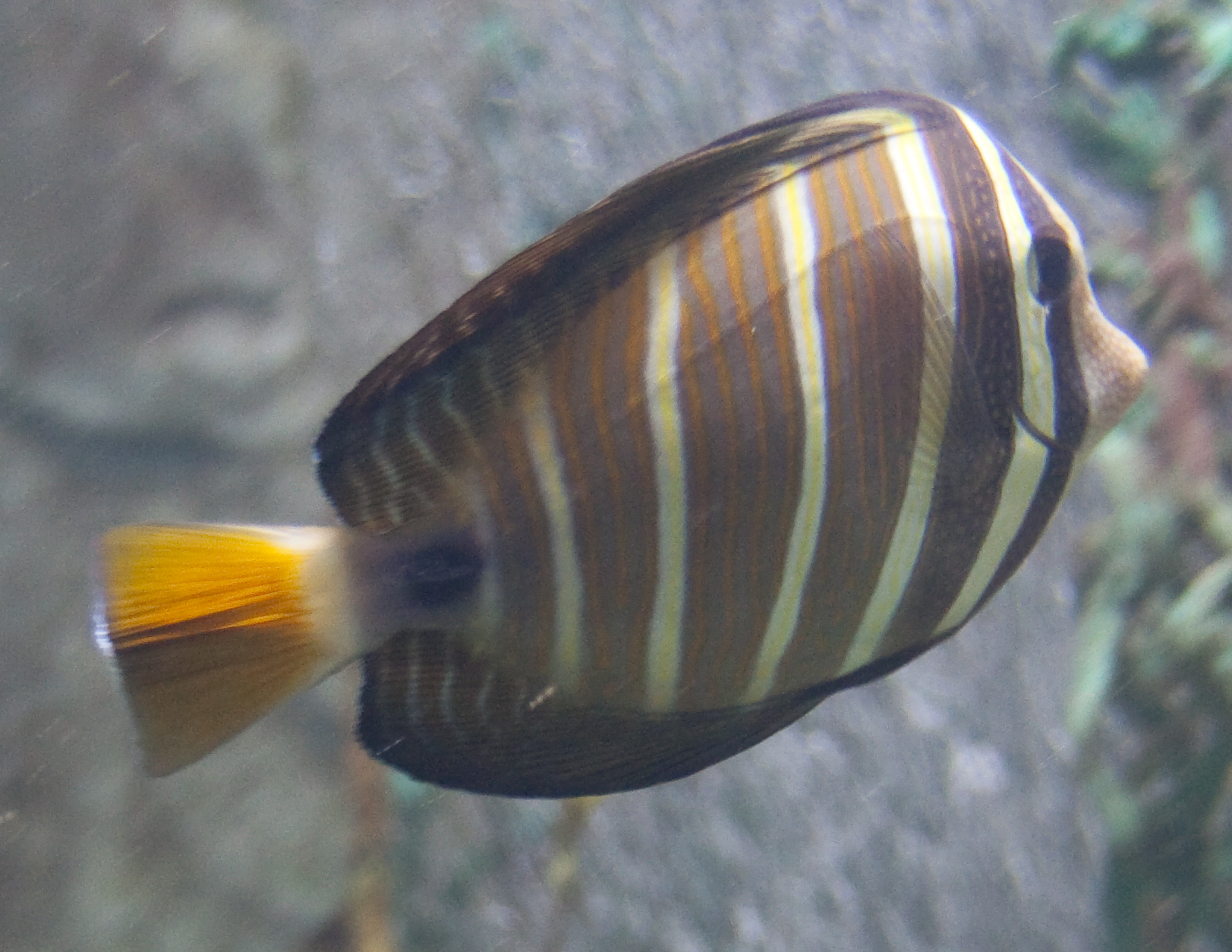
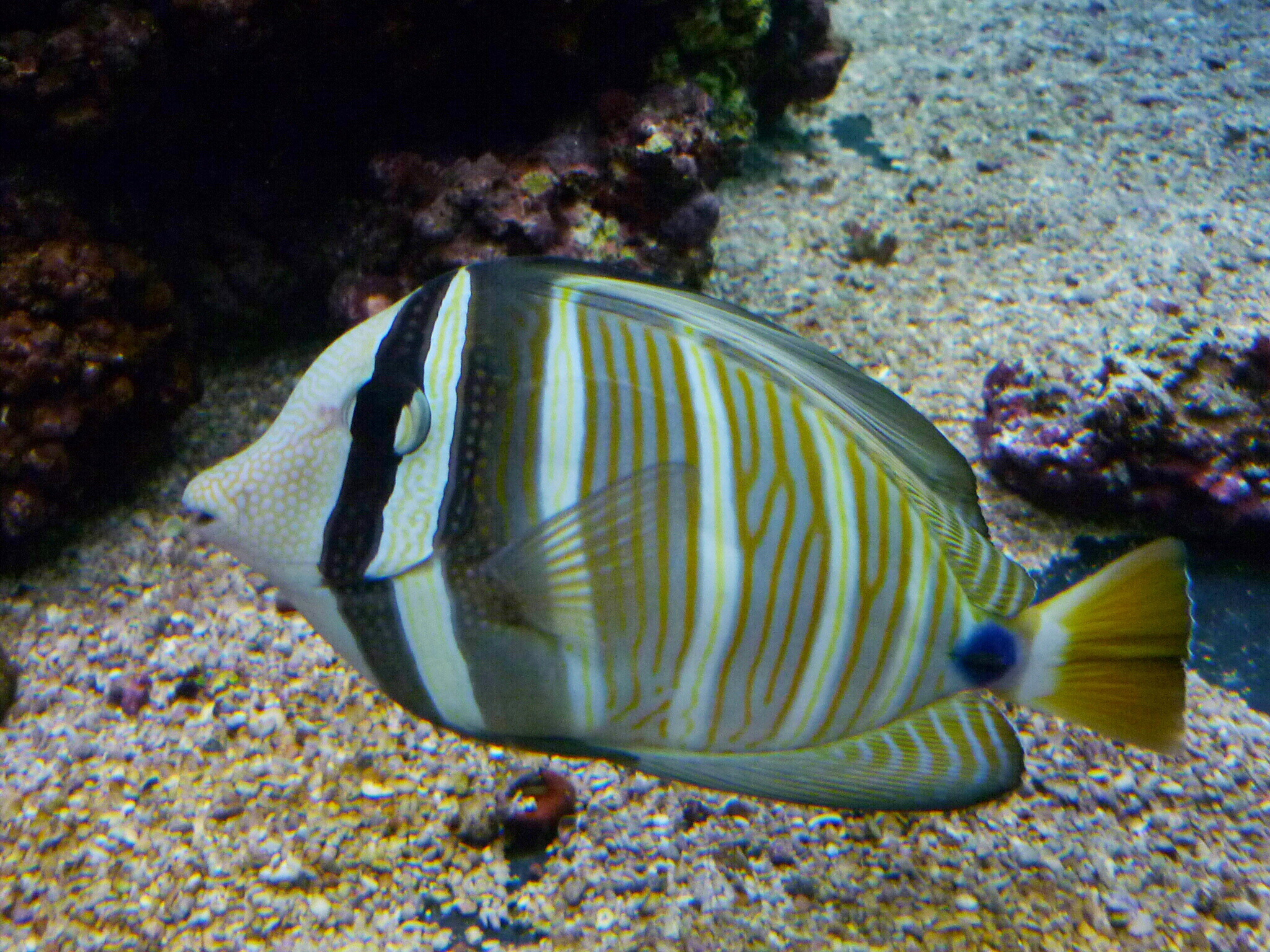
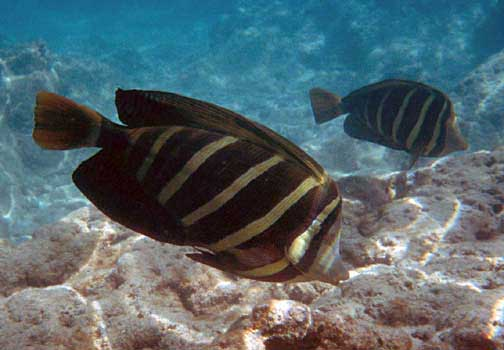
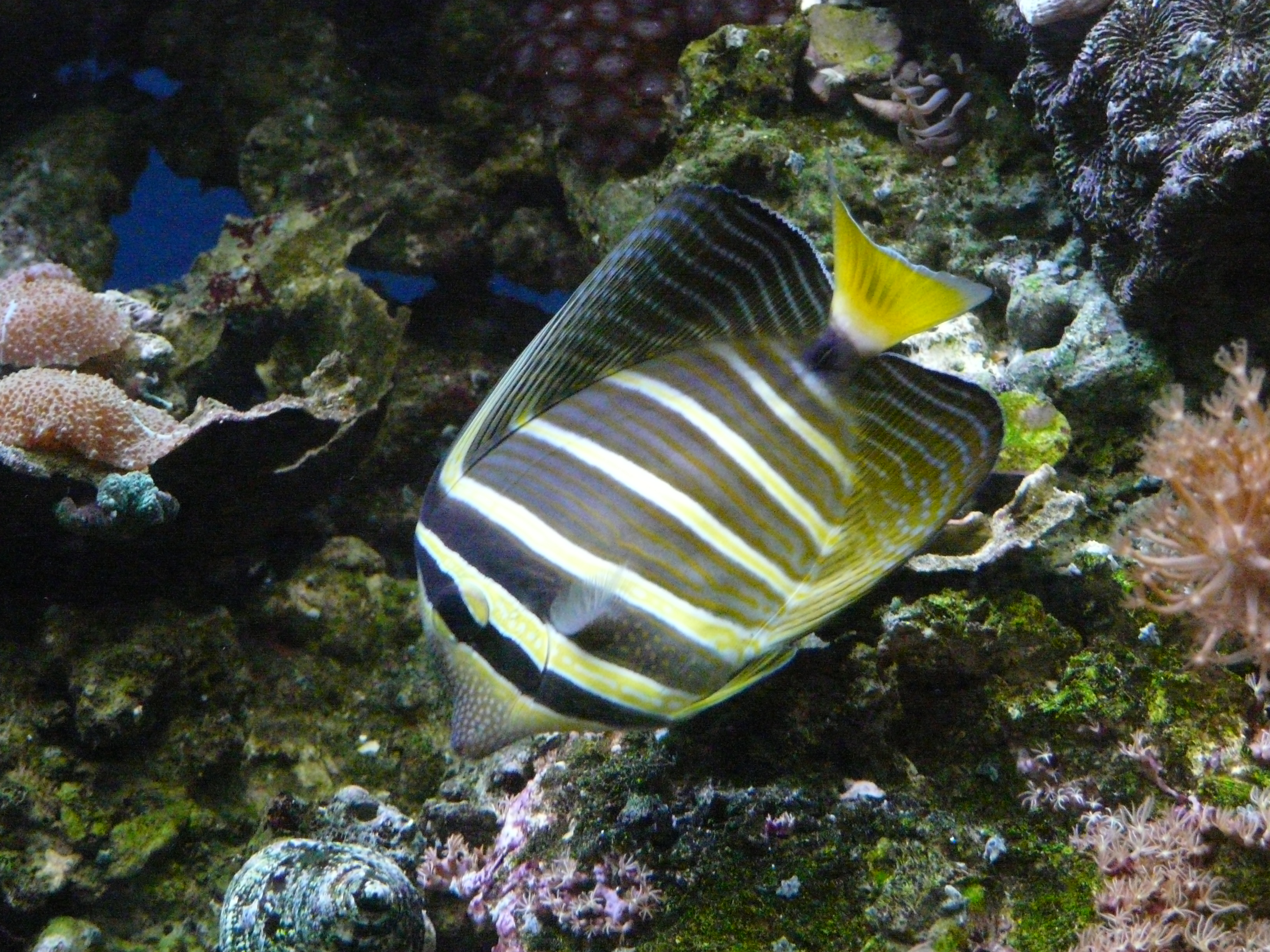
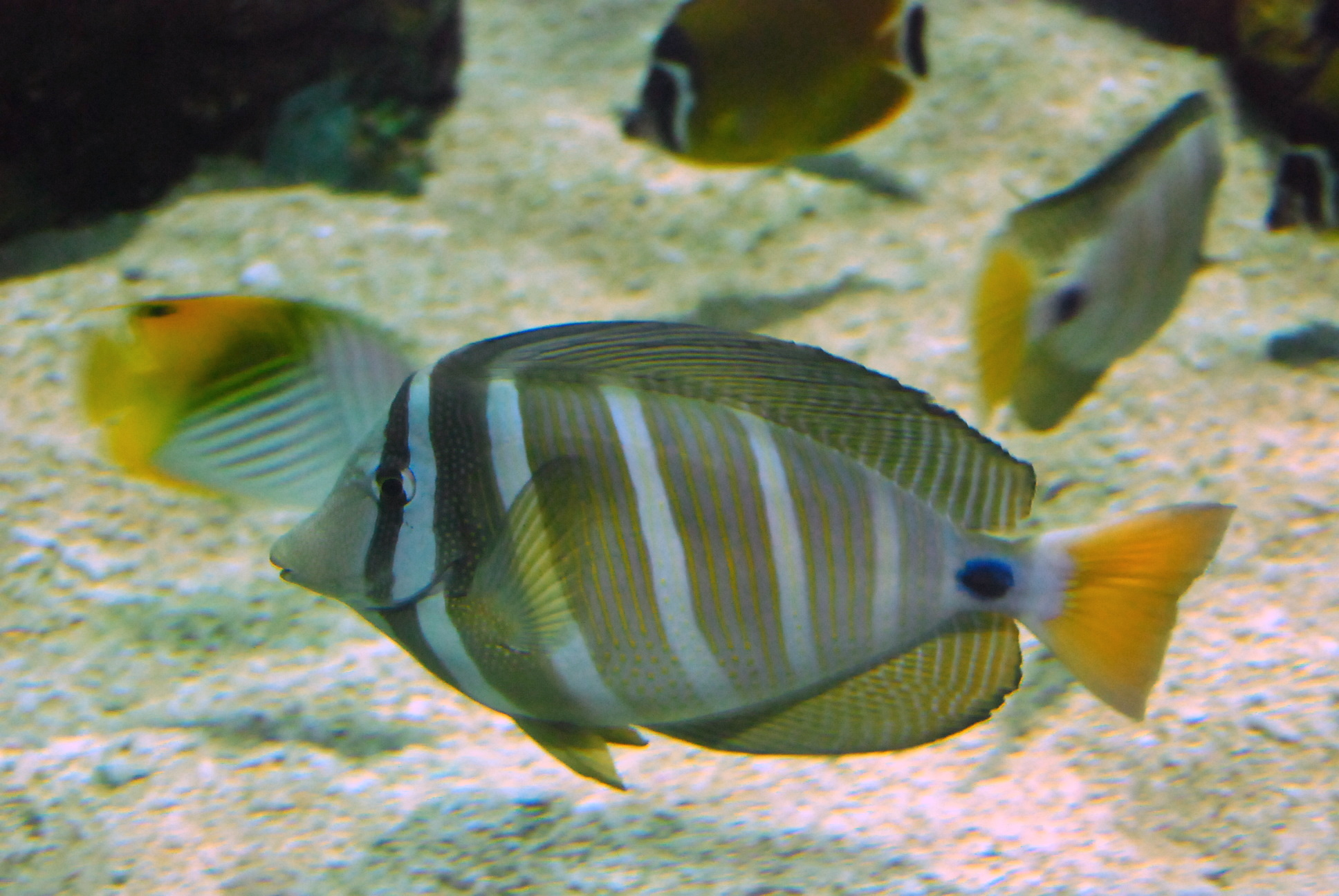
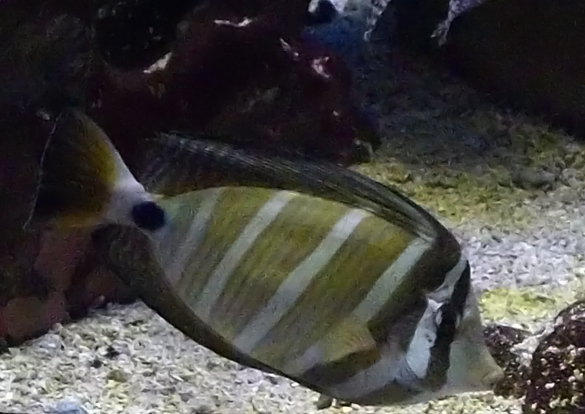
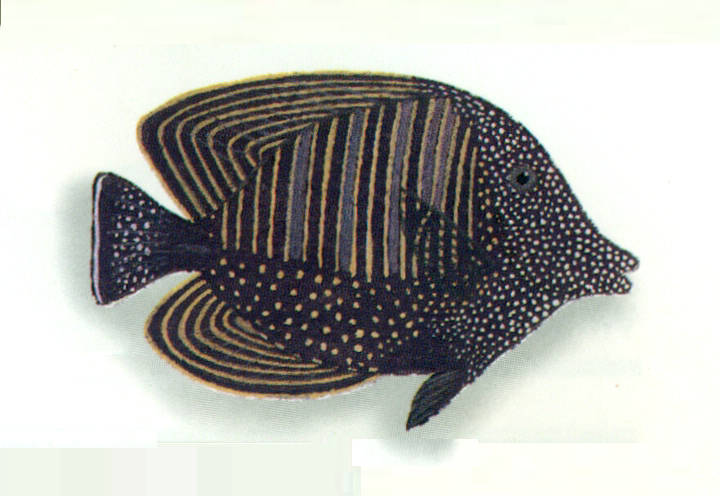
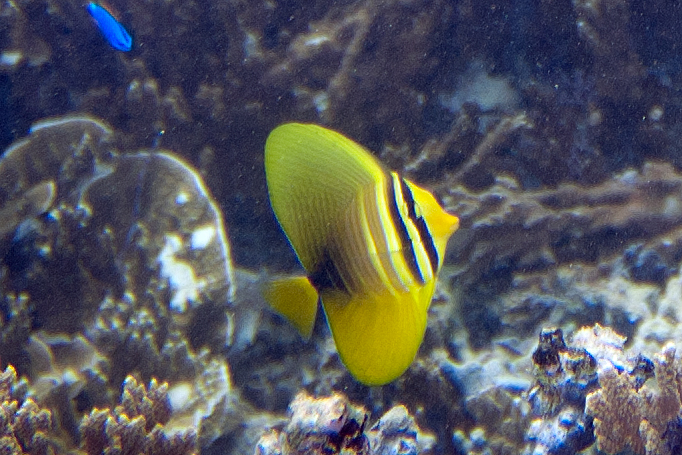
Fiatal példány